# Želovce
Želovce (in ungherese Zsély) è un comune della Slovacchia facente parte del distretto di Veľký Krtíš, nella regione di Banská Bystrica.